# یوشیکی ناکاگوا
یوشیکی ناکاگوا (ژاپنی: 中川 義貴؛ زادهٔ ۱۴ ژوئیهٔ ۱۹۹۳) یک بازیکن فوتبال اهل ژاپن است.
از باشگاه‌هایی که در آن بازی کرده‌است می‌توان به باشگاه فوتبال کاشیما آنتلرز اشاره کرد.